# فرضية علاقة نسبة الرصاص بالجريمة

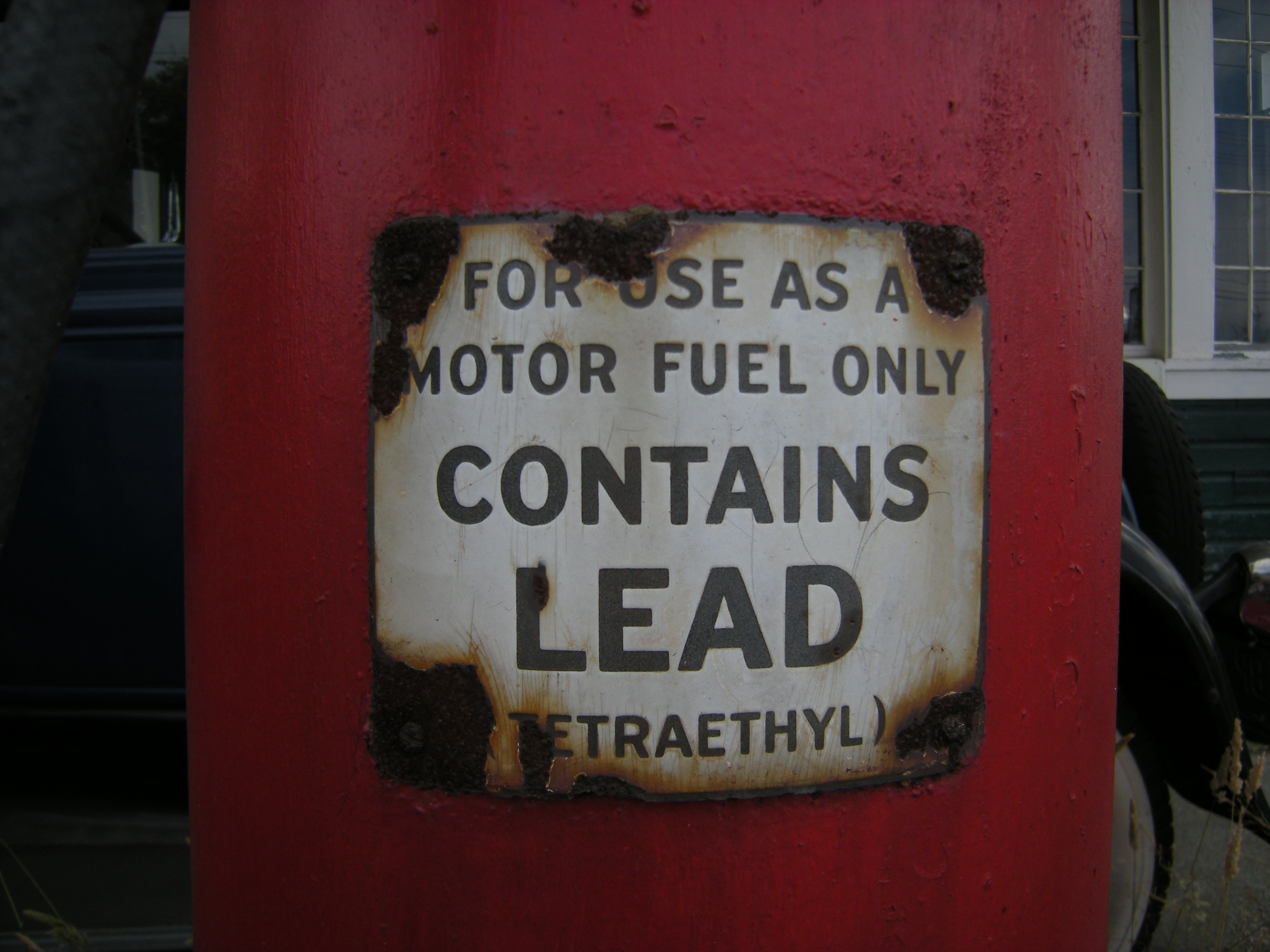
مضخة وقود امريكية تضخ وقود السيارات المحتوي على مضافات تتضمن مركب رباعي ايثيل الرصاص.

فرضية علاقة نسبة الرصاص بالجريمة هي مبحث علمي تتناوله العديد من الدراسات في المجالات الطبية، ويفترض أن هناك علاقة بين وجود مستويات مرتفعة من عنصر الرصاص في الدم لدى الأطفال وبين زيادة معدلات الجريمة ونزوعهم إلى القيام بأفعال إجرامية في وقت لاحق من حياتهم.
من المعروف علميا على نطاق واسع أن عنصر الرصاص مادة شديدة السمية ذات تأثير ضار على العديد من أعضاء الجسم، وخاصة الدماغ. وقد وُجد أن الأفراد الذين يتعرضون لمستويات من مادة الرصاص في سن مبكرة يكونون أكثر عرضة للإصابة بصعوبات التعلم، وانخفاض معدلات الذكاء لديهم، واضطراب فرط الحركة ونقص الانتباه، وأكثر عرضة للمعاناة من مشكلات ضعف القدرة على التحكم في الانفعالات، وكلها أمور قد تؤثر بالسلب على عملية صنع القرار، وقد تؤدي إلى ارتكاب المزيد من الجرائم مع بلوغ هؤلاء الأطفال سن الرشد، وخاصة جرائم العنف.
يعتقد مؤيدو فرضية علاقة الرصاص بالجريمة بأن إزالة مضافات الرصاص من وقود المحركات، وما يترتب على ذلك من انخفاض في نسب تعرض الأطفال للرصاص يفسر الانخفاض في معدلات الجريمة في الولايات المتحدة الأمريكية بداية من تسعينيات القرن العشرين. تقدم هذه الفرضية أيضًا تفسيرًا للارتفاع المبكر في الجريمة خلال العقود السابقة كنتيجة لزيادة التعرض للرصاص بداية من منتصف القرن العشرين.
لا تتعارض فرضية علاقة نسبة الرصاص بالجريمة مع التفسيرات الأخرى التي تفسر انخفاض معدلات الجريمة في الولايات المتحدة الأمريكية، والتي من بينها فرضية الإجهاض القانوني وأثره على الجريمة.
يرتبط التعرض للرصاص خلال السنوات المعنية بالتعرض أيضا لمستويات عالية من الفقر في المناطق الحضرية بسبب قربها من السكن أو المدرسة الابتدائية مع حركة مرور السيارات عالية الكثافة التي تحرق البنزين المحتوي على الرصاص أو من الإقامة في المساكن القديمة التي تفتقر إلى الصيانة، والتي يحتوي الكثير منها على مستويات عالية من الرصاص على شكل دهان رصاصي أو لحام رصاصي أو مواد بناء أخرى محتوية على الرصاص، بالإضافة إلى استمرار ضخ مياه الشرب في العديد من المناطق والمدن الفقيرة عبر أنابيب متهالكة مصنوعة من الرصاص بدلاً من تحديث البنية التحتية لهده المناطق. تكمن صعوبة قياس تأثير التعرض للرصاص على معدلات الجريمة في فصل التأثير عن المؤشرات الأخرى للوضع الاجتماعي والاقتصادي المنخفض مثل المدارس الفقيرة، وسوء التغذية والرعاية الطبية، والتعرض للملوثات الأخرى، والمتغيرات الأخرى التي تنبئ بالسلوك الإجرامي.

## لمحة عامة
يوجد عنصر الرصاص في الطبيعة على صورة معدن لونه رمادي مائل للزرقة، وقد استخدم على مدار التاريخ البشري لأغراض متعددة، حيث أدى تميزه بخواص مثل النعومة والمرونة بالإضافة إلى مقاومة التآكل مقارنة بالمعادن الأخرى إلى استخدام الرصاص في صنع العديد من الأدوات والمنتجات المختلفة على مر العصور. كانت بعض العناصر القديمة المصنوعة من الرصاص تتمثل في خرز وحلي ومجوهرات يعود تاريخها إلى الألفية السابعة قبل الميلاد. كانت قابلية معدن الرصاص للتطويع هي ما جعل منه خيارًا مثاليًا لدى الرومان الذين استخدموه لبناء الأنابيب لنقل المياه، كما تشير بعض المصادر إلى أنهم استخدموا أيضا مادة أسيتات الرصاص أو ما يعرف بسكر الرصاص.
لوحظ قديما أيضًا أن التعرض للرصاص قد يكون له عواقب صحية وخيمة، ولقد كان عالم النبات الإغريقي نيكاندر من أوائل من كتبوا عن استخدامات الرصاص. ثم ذكر ديوسكوريدس لاحقًا أن العقل يفسح المجال في الأفراد المعرضين للرصاص. ولكن على الرغم من المخاطر التي يشكلها الرصاص، إلا أن متانته جعلته مفيدًا في صناعة العديد من المواد مثل الزجاج، والطلاء، وأضيف أخيرا إلى وقود السيارات أو البترول. كما أن مادة الرصاص قادرة على العمل كدرع ضد أشكال مختلفة من الإشعاع.
أدى استخدام المنتجات المحتوية على الرصاص مثل الطلاء المحتوي على الرصاص ووقود السيارات المحتوي على الرصاص إلى ارتفاع مستويات الرصاص البيئية في الهواء والتربة. يتميز الرصاص أيضًا بكون عنصر مستقر ولا يتحلل في البيئة، لذا ينبغي التحلص منه وإزالته ماديًا. تحدث معظم حالات التعرض للرصاص عن طريق الاستنشاق أو الابتلاع، مع وجود إمكانية للتعرض عن طريق ملامسة الجلد مباشرة أيضًا. تبلغ فترة عمر النصف للرصاص بمجرد دخول العنصر أو أحد مركباته إلى الجسم حوالي 30 يومًا إذا كان في الدم، ولكن يمكن أن يظل في الجسم لمدة قد تصل من 20 إلى 30 عامًا إذا تراكم في العظام والأعضاء. وبحسب تحقيق علمي موسع في كيمياء الرصاص العضوي والطرق المتنوعة التي تتغير بها البيولوجيا البشرية بسبب التعرض للرصاص طوال القرن العشرين، وُجد أنه على الرغم من استمرار استخدام الرصاص على نطاق واسع حتى في القرن الحادي والعشرين، إلا أن الفهم الأكبر لمستويات الرصاص في الدم، إلى جانب عوامل أخرى أدت إلى ظهور إجماع علمي جديد على خطورة التعرض للرصاص. لا يوجد مستوى آمن للرصاص في مجرى الدم البشري، مما يعني أن أي كمية يمكن أن تسهم في مشاكل عصبية وغيرها من الأثار الصحية التي قد تشكل خطورة على صحة الإنسان.
استمرت تحليلات دور التعرض للرصاص في الدماغ خلال العقود القليلة الماضية. يمكن أن يتداخل الرصاص مع العديد من أنظمة النواقل العصبية في الدماغ على الأرجح بسبب قدرته على تثبيط الكالسيوم. يؤدي ارتفاع حمض الأمينوليفولينيك إلناتج من اضطراب تخليق الهيم الناجم عن الرصاص إلى حدوث تسمم بالرصاص له أعراض مشابهة لأعراض البورفيريا الحادة. كما يمكن أن يؤدي التعرض للرصاص أيضًا إلى تغيير بنية الدماغ ووظيفته. أما على المستوى السلوكي، فقد لوحظ أن التعرض للرصاص يتسبب في زيادة التصرفات الاندفاعية والعدوانية تجاه المجتمع، فضلاً عن احتمال الإصابة باضطراب فرط الحركة ونقص الانتباه. ومن المحتمل أن تؤثر هذه الظروف على سمات الشخصية والاختيارات السلوكية للفرد، وتسبب العديد من المشكلات التي قد تشمل ضعف الأداء الوظيفي، وبدء نمط من تعاطي المخدرات، والحمل في سن المراهقة. يعود الدليل على أن التعرض للرصاص يساهم في انخفاض معدلات الذكاء إلى دراسة نُشرت في عام 1979 في مجلة نيتشر العلمية، مع تحليل لاحق وجد الرابط قويًا بين الجريمة والتعرض للرصاص بشكل خاص.
يمكن العثور على الرصاص المعدني الثقيل بسهولة في البيئة، وخاصة في المناطق الحضرية والصناعية. يمكن إرجاع غالبية التلوث البيئي الحديث بالرصاص إلى الطلاء المحتوي على الرصاص وإضافة مركبات مثل رباعي إيثيل الرصاص، ورباعي ميثيل الرصاص إلى وقود السيارات، إلى جانب أن بعض المصادر الأخرى قد ساهمت أيضًا. وعلى الرغم من توثيق بعض مخاطر التعرض للرصاص لعدة قرون، إلا أن التعرف على المخاطر المطروحة لم يكتسب الكثير من الزخم حتى عقد الستينيات من القرن العشرين بدءا من جلسات الاستماع التي أجراها السياسي الأمريكي إدموند موسكي في مجلس الشيوخ، والتي ساعدت إلى حد كبير في التخلص التدريجي من وقود السيارات المحتوي على الرصاص والطلاء المحتوي على الرصاص في عقد السبعينيات من القرن العشرين. تبع ذلك انخفاض مستويات الرصاص في الدم بطريقة ذات دلالة إحصائية بعد فترة وجيزة من التخلص التدريجي. لذا خلص العلماء في العقود التي تلت ذلك إلى عدم وجود عتبة آمنة للتعرض للرصاص.

## الجهود المبذولة للحد من الرصاص
على الرغم من تباطؤ الجهود المبذولة لتقليل المستويات البيئية من التعرض للرصاص في البداية بسبب استخداماته الصناعية الزائدة، إلا إن ظهور الكيميائي والجيولوجي كلير باترسون في عقد الستينيات من القرن العشرين أدى إلى إحداث تغييرات ذات أهمية كبيرة بهذا الصدد، حيث ساهم كلير باترسون في إنشاء وكالة حماية البيئة الأمريكية في عام 1970 والتي ضاعفت من تأثير لجنة سلامة المنتجات الاستهلاكية على ضمان احتواء وقود السيارات والطلاء على كميات ضئيلة من الرصاص، إلى جانب تمرير العديد من القوانين التشريعية الرئيسية للمساعدة في تقليل كمية الرصاص التي يتم إدخالها في البيئة، والتي من بينها قانون الهواء النظيف لعام 1970، وقانون منع تسمم الطلاء المحتوي على الرصاص.
استفادت الجهود الدولية لمحاولة الحد من انتشار الرصاص من عمليات الشراكة إلى حد كبير الشراكة بهدف توفير الوقود النظيف والمركبات النظيفة، إذ تعاونت المنظمات غير الحكومية مع كبرى شركات النفط، والإدارات الحكومية المختلفة، ومجموعات المجتمع المدني المتعددة، وغيرها من المؤسسات المماثلة في جميع أنحاء العالم، وحققت الجهود المبذولة للتخلص التدريجي من الرصاص الموجود في وقود وسائل النقل مكاسب كبيرة في أكثر من خمسة وسبعين دولة حول العالم، كما تعهدت مجموعة من المؤسسات التابعة لمظلة الأمم المتحدة في مناقشات قمة الأرض لعام 2002 بالتركيز على الشراكات بين القطاعين العام والخاص بهدف مساعدة البلدان النامية والبلدان التي تمر بمرحلة انتقالية على التخلص من الرصاص.

## الدراسات والأبحاث المتعلقة بالفرضية
نشأت فرضية علاقة نسبة الرصاص بالجريمة كنتيجة لالتقاء عدة شواهد معاً، ومن اهمها انخفاض معدلات الجريمة خلال عقد التسعينيات من القرن العشرين الذي اعقب اتقليل التلوث البيئي بالرصاص في عقد السبعينيات من القرن العشرين. فلقد بدأت معدلات الجريمة في الولايات المتحدة الأمريكية في الانخفاض بشكل حاد خلال عقد التسعينيات من القرن العشرين بعد عقود من الزيادات المطردة نسبيًا في معدلاتها، واستمرت كذلك في الألفية الجديدة أيضا. ظهرت العديد من التفسيرات المحتملة لذلك بالتزامن مع ظهور دراسات أكاديمية تشير إلى سببية معقدة ومتعددة العوامل حيث حدثت اتجاهات اجتماعية مختلفة في نفس الوقت. اجتذبت حقيقة أن جهود مكافحة الرصاص في الولايات المتحدة حدثت في وقت واحد جنبًا إلى جنب مع انخفاض معدلات جرائم العنف انتباه الباحثين، بيد أن هذه التغييرات لم تكن موحدة في جميع أنحاء الولايات المتحدة الأمريكية حتى في الوقت الذي دخلت فيه قواعد وكالة حماية البيئة الصارمة بشكل متزايد إلى حيز التنفيذ بداية من عقد السبعينيات من القرن العشرين فصاعدًا، وإنما ظلت العديد من المناطق تتعرض للرصاص لسنوات بشكل أكبر مقارنة بالمناطق الأخرى.
في حين أن هناك أدلة قوية تشير إلى أن الجينات تؤثر على تطور السلوك العنيف والعدواني، فقد تركز الاهتمام في الآونة الأخيرة على العوامل البيئية مثل التعرض للرصاص. على الرغم من وجود أدلة غير مؤكدة تشير إلى أن معرفة العلاقة بين التعرض للرصاص والسلوك تعود إلى قرون، إلا أن الملاحظات المباشرة لم يتم توثيقها حتى أواخر القرن التاسع عشر. لاحظت الأبحاث في منتصف القرن العشرين أن الأطفال الذين عولجوا سابقًا من التسمم بالرصاص أظهروا سلسلة من السلوكيات الشاذة، بما في ذلك العنف والعدوان. أسفرت الأبحاث الإضافية عن نتائج مماثلة، حيث وجدت أن التعرض للرصاص في الماضي يعمل كمؤشر للنشاط الإجرامي. كما أظهرت التحليلات التي أجريت على مستوى الدولة ارتباطات إيجابية بين تركيزات الرصاص في الهواء وقياسات الإجرام والقتل. توصل تحليل تلوي للدراسات التي تدرس العلاقة بين مشاكل الرصاص والسلوك إلى استنتاج مماثل، مما يشير إلى أن حجم العلاقة بين التعرض للرصاص والسلوك يمكن مقارنته بالعلاقة بين التعرض للرصاص ونسبة الذكاء. في حين تشير الأدبيات العلمية إلى وجود علاقة بين التعرض للرصاص والقضايا السلوكية مثل الجنوح والإجرام، فإن ربط هذه الملاحظات بشكل مباشر بالانخفاض في الإجرام العام يكون أكثر صعوبة.
وفقًا لجيسيكا وولباو رييس من كلية أمهيرست، بين عامي 1992 و2002، كان التخلص التدريجي من الرصاص من البنزين في الولايات المتحدة «مسؤولًا عن ما يقرب من 56٪ انخفاض في جرائم العنف». بينما حذر وولباو رييس من أن النتائج المتعلقة بـ «القتل ليست قوية إذا تم تضمين نيويورك ومقاطعة كولومبيا،» خلص وولباو رييس إلى أنه «بشكل عام، يبدو أن التخلص التدريجي من الرصاص وإضفاء الشرعية على الإجهاض كانا مسؤولين عن تخفيضات كبيرة في معدلات جرائم العنف». وتكهنت أيضًا أنه بحلول عام 2020، سيكون جميع البالغين في العشرينات والثلاثينيات من العمر قد كبروا دون التعرض المباشر لرصاص البنزين أثناء الطفولة، ويمكن أن تكون معدلات جرائمهم أقل. وفقًا لرييس، «يزيد التعرض للرصاص في مرحلة الطفولة من احتمالية ظهور سمات سلوكية وإدراكية مثل الاندفاع والعدوانية وانخفاض معدل الذكاء التي ترتبط ارتباطًا وثيقًا بالسلوك الإجرامي».

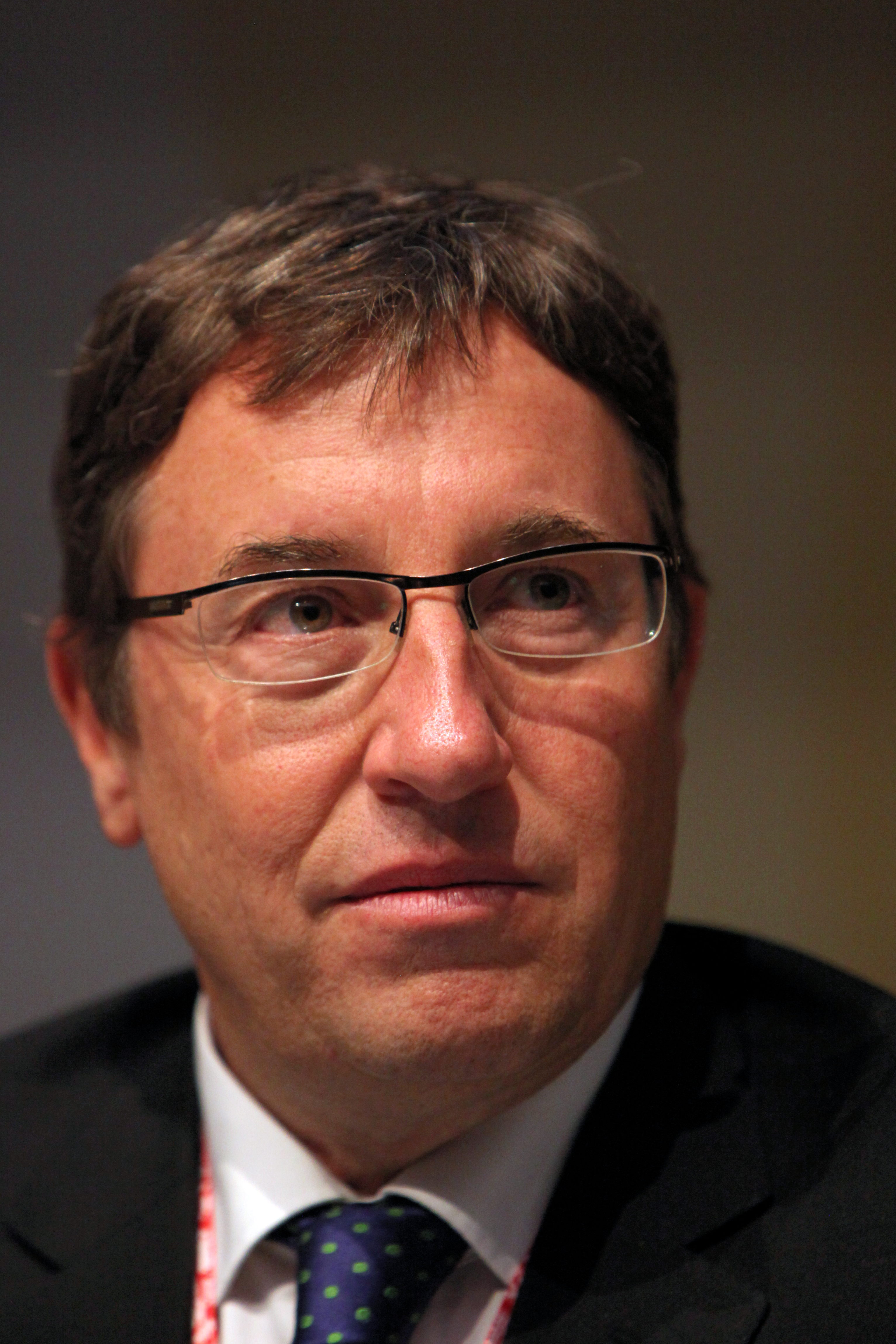
ووصف عالم الاقتصاد البرازيلي الألماني أكيم شتاينر خلال كلمته كرئيس لبرنامج الأمم المتحدة للبيئة، الجهود المناهضة لاستخدام الرصاص باعتبارها نجاح رئيسي في سبل التنمية المستدامة.

وجدت دراسة أجرتها جامعة ولاية كاليفورنيا في عام 2011 أن «التخلص من عالم البنزين المحتوي على الرصاص، مع قيادة الأمم المتحدة للجهود في البلدان النامية، أدى إلى 2.4 تريليون دولار في الفوائد السنوية، و1.2 مليون وفاة مبكرة أقل، وذكاء إجمالي أعلى و58 مليون عدد أقل من الجرائم»، بحسب مركز أنباء الأمم المتحدة. قال المدير التنفيذي لبرنامج الأمم المتحدة للبيئة (UNEP) أكيم شتاينر: «على الرغم من أن هذا الجهد العالمي غالبًا ما يكون بعيدًا عن رادار وسائل الإعلام والقادة العالميين، فمن الواضح أن القضاء على البنزين المحتوي على الرصاص يعد إنجازًا هائلاً على مستوى العالم. على قدم المساواة مع القضاء العالمي على الأمراض الفتاكة الرئيسية».
وفقًا لدراسة أجريت في مايو 2017، أدى التعرض للرصاص في مرحلة الطفولة إلى زيادة كبيرة في حالات تعليق الدراسة واحتجاز الأحداث بين الأولاد في رود آيلاند، مما يشير إلى أن التخلص التدريجي من البنزين المحتوي على الرصاص قد يفسر جزءًا كبيرًا من الانخفاض في الجريمة في الولايات المتحدة بداية من التسعينيات.
وجدت دراسة طولية أجريت عام 2018 في نيوزيلندا ارتباطًا ضعيفًا فقط بين مستويات الرصاص في الطفولة والإدانة الجنائية، والتي لم تعد مهمة بعد السيطرة على الجنس. في نيوزيلندا، لا توجد علاقة بين التعرض للرصاص والوضع الاجتماعي والاقتصادي، وبالتالي لا تعمل الطبقة الاجتماعية كمؤثر. استنتج المؤلفون أن «الدراسات السابقة للارتباط بين BLL والجريمة، والتي ارتبطت فيها BLL المرتفعة والوضع الاجتماعي والاقتصادي المنخفض، ربما لم تتغلب تمامًا على الالتباس». تم نشر البيانات من نفس المجموعة في العام التالي أيضًا وتم الاستشهاد بها في أوراق المراجعة كدليل على أن التسمم بالرصاص له عواقب طويلة الأمد على الصحة العقلية والشخصية.
وجد التحليل التلوي الذي أجري في جامعة جلاسكو أن الكثير من الأدبيات تبالغ في الحديث عن تأثير الرصاص بسبب تحيز الناشرين.